# Avenue du Général-Leclerc (Pantin)
Pour les articles homonymes, voir Avenue du Général-Leclerc.
L'avenue du Général-Leclerc est une voie de la commune française de Pantin. Elle suit le tracé de la route départementale 115.

## Situation et accès
Cette avenue commence à la limite de Paris côté ouest, au croisement de la rue Delphine-Seyrig et de la route des Petits-Ponts. Elle croise notamment la rue Auger, la rue Hoche au niveau du quai de l'Aisne, le long du canal de l'Ourcq à Pantin.

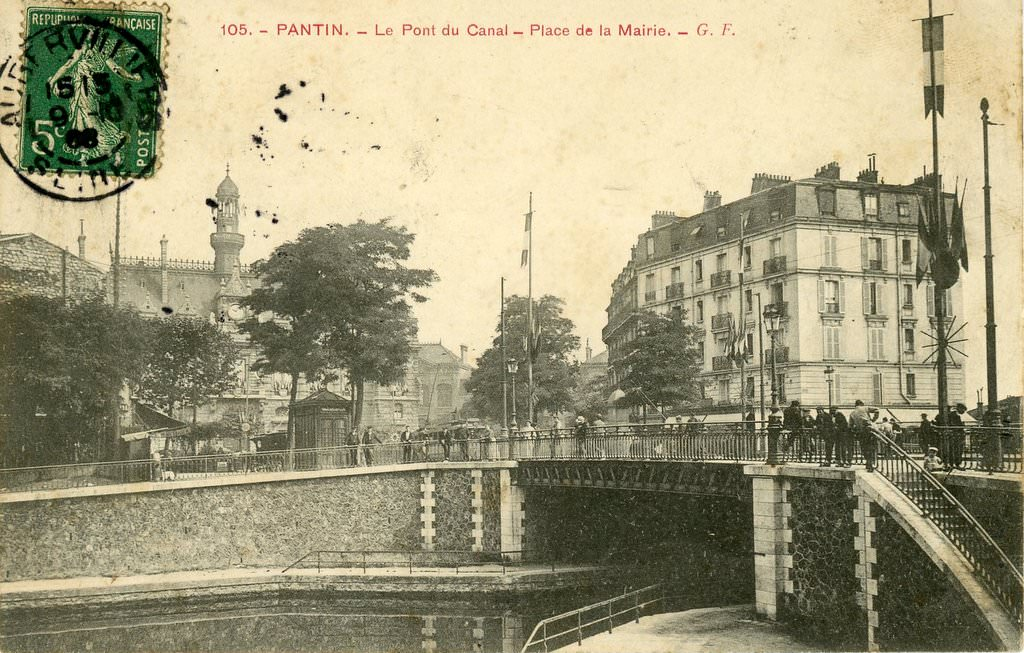
Pont du canal et place de la Mairie.

Elle franchit ensuite le canal de l'Ourcq, passe le quai de l'Ourcq puis laisse sur sa gauche l'avenue Édouard-Vaillant. Elle marque le début de la rue Delizy avant de passer sous les voies de la ligne de Paris-Est à Strasbourg-Ville et de croiser la rue Cartier-Bresson. Elle longe ensuite le cimetière parisien de Pantin avant de se terminer dans l'axe de l'avenue Henri-Barbusse à Bobigny.

## Origine du nom

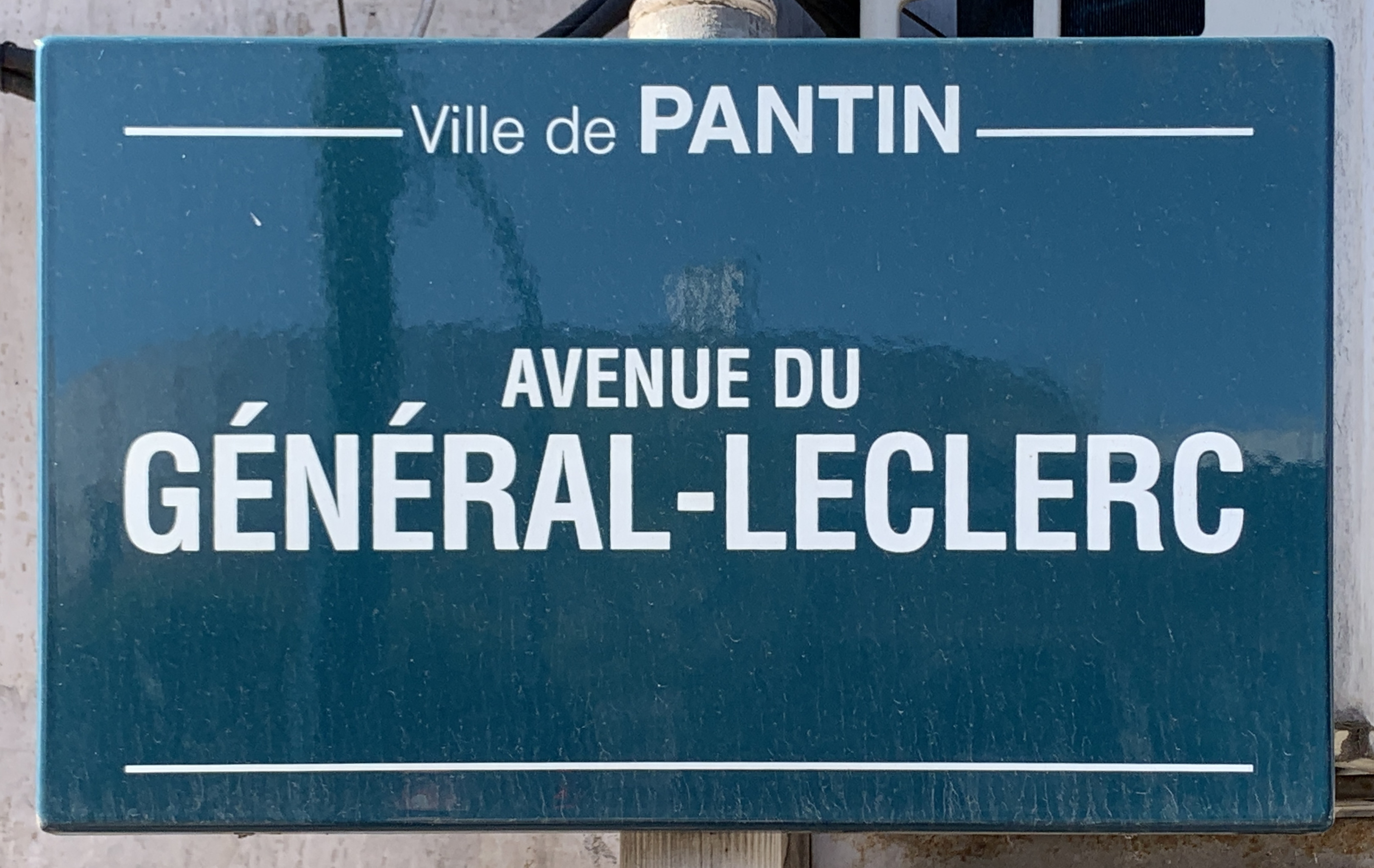
Plaque de l'avenue.

Cette avenue rend hommage à Philippe Leclerc de Hauteclocque (22 novembre 1902 – 28 novembre 1947), général commandant la 2e division blindée.

## Historique

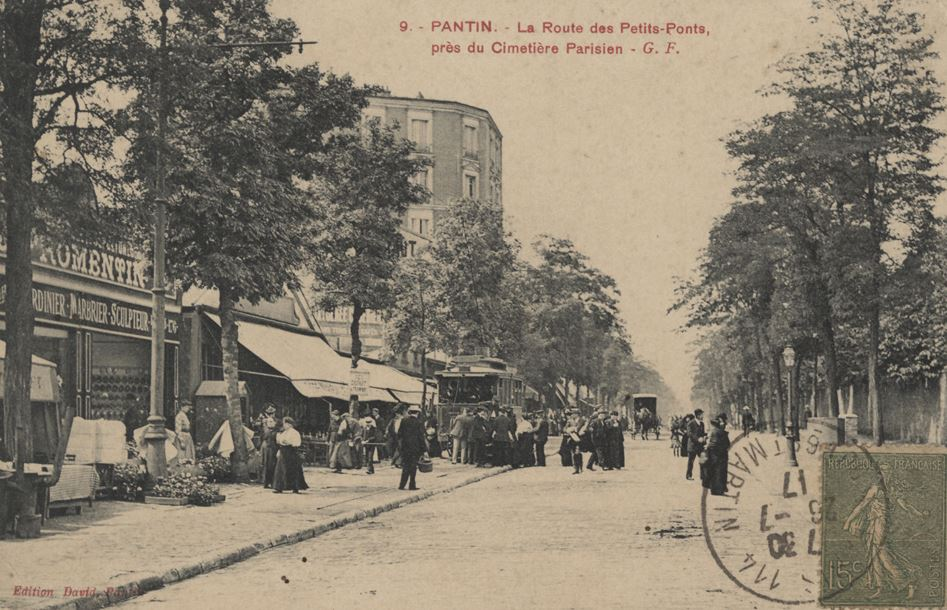
La route des Petits-Ponts en 1917.

Une partie de son tracé suit la route des Petits Ponts, est une variante de l'itinéraire de Paris à Meaux qui évite la plupart des villages et contourne par le nord le massif de l'Aulnoye et la forêt de Bondy, et qui sera réaligné entre 1740 et 1750.
Le 30 janvier 1918, durant la première Guerre mondiale, une bombe lancée d'un avion allemand explose route des Petits-Ponts sur l'usine Desouches, David et Cie située sur l'actuelle avenue du Général-Leclerc.

## Bâtiments remarquables et lieux de mémoire
- Hôtel de ville de Pantin, datant de 1884-1886, œuvre des architectes Gustave Raulin, puis Léon Guélorget ;
- Piscine de Pantin ;
- Usine élévatrice des eaux[3] ;
- Cimetière parisien de Pantin, ouvert en 1886 ;
- Anciens entrepôts Félix Potin[4], inaugurés en 1880[5] ;
- Cette avenue fait partie des cent-cinquante-neuf clichés de la série photographique intitulée 6 mètres avant Paris, réalisée en 1971[6].

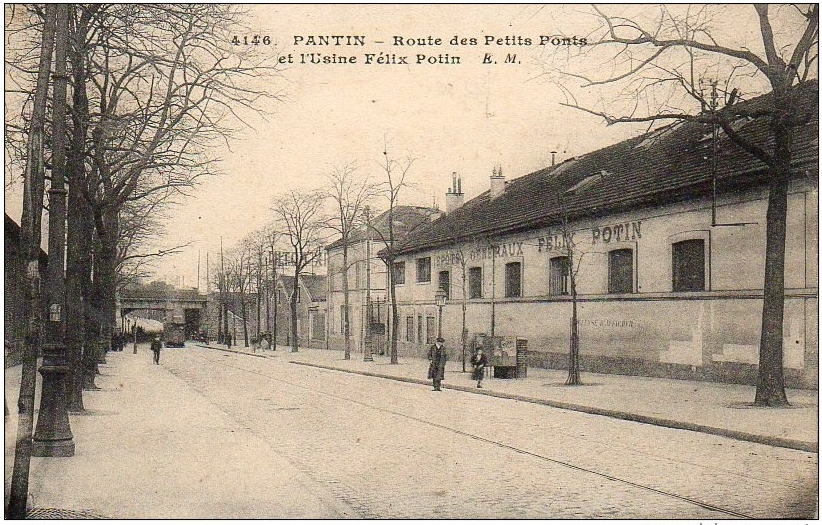
Route des Petits-Ponts et usine Félix Potin.
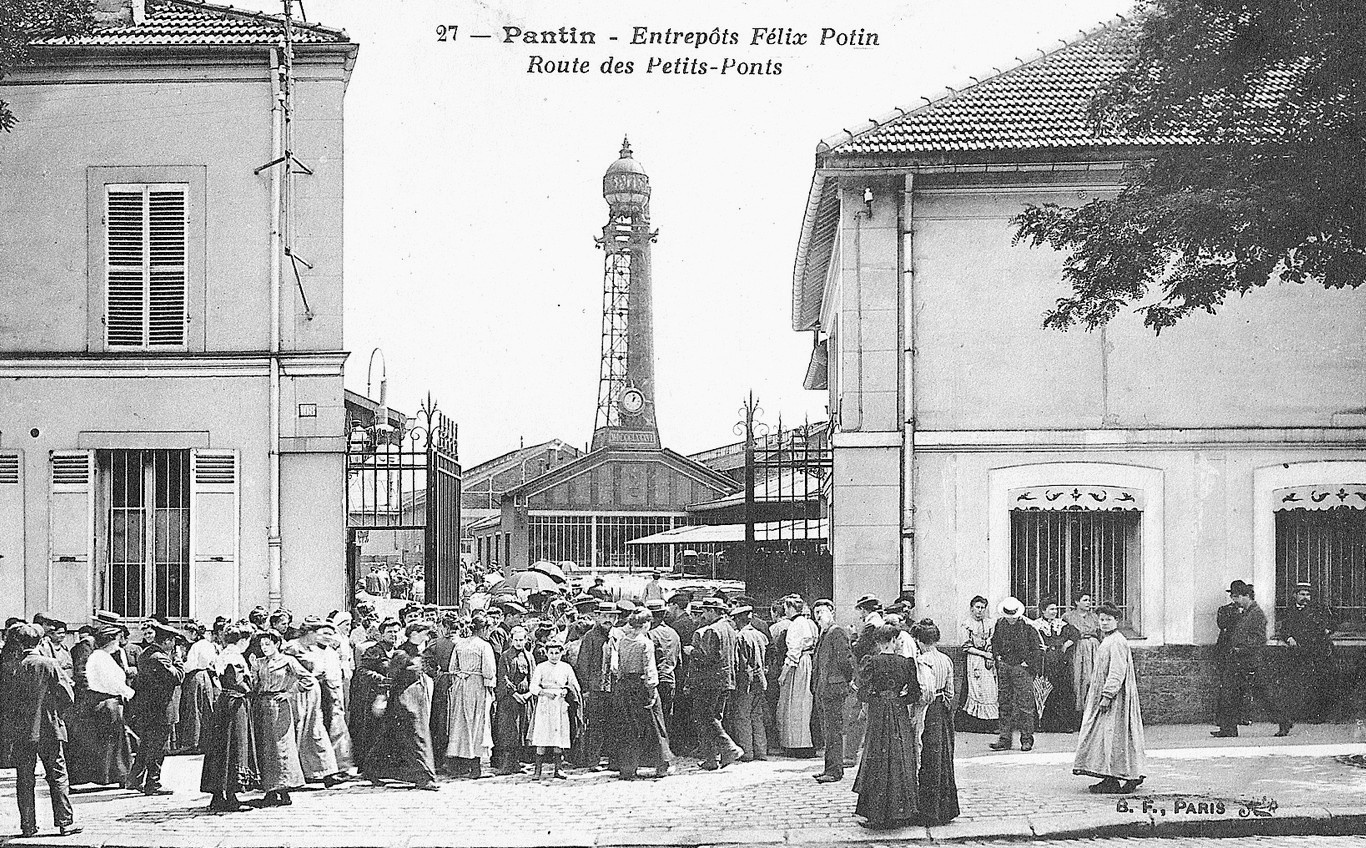
Les entrepôts Félix Potin.